# Конрад II фон Йотинген
Конрад II фон Йотинген (на немски: Konrad III von Oettingen; † 28 юни 1241 – 5 април 1242/ 1248/1250) е граф на Йотинген в Швабия, Бавария.
Той е най-големият син на граф Лудвиг II фон Йотинген († пр. 28 юни 1225) и съпругата му София (фон Лехсгмюнд) († 1242/1243). Брат е на Лудвиг III 'Стари' († пр. 24 април 1279), граф на Йотинген.

## Фамилия
Конрад II се жени за графиня Елизабет фон Вюртемберг-Грюнинген († 1251), дъщеря на граф Конрад фон Вюртембург-Грюнинген и съпругата му графиня фон Кирхберг. Те имат един син:
- Лудвиг IV († 1251), пфалцграф на Бавария, женен за фон Ортенбург († сл. 1231), дъщеря на граф Рапото II фон Ортенберг, пфалцграф на Бавария († 1231) и Удилхилда фон Дилинген